# Examen de ruso como lengua extranjera
El examen de ruso como lengua extranjera (en ruso: Тест по русскому языку как иностранному o ТРКИ; en inglés: Test of Russian as a Foreign Language o TORFL y en español: Certificado del Ruso como Lengua Extranjera o CRLE) es una prueba oficial del idioma ruso y reconocida internacinalmente, que está supervisada por el Ministerio Ruso de Educación y Ciencia. Se ofrece tres veces al año (dependiendo del país).

## Historia
Estos exámenes comenzaron a finales de los años 90 y son la actualidad, es una prueba estándar para los estudiantes no nativos de ruso como lengua extranjera.

## Niveles
La prueba consta de seis niveles, de acuerdo con lo dispuesto por la Association of Language Testers in Europe y el Marco Común Europeo de Referencia para las lenguas. Los niveles son: Elemental, Básico, Primer Nivel, Segundo Nivel, Tercer Nivel y Cuarto Nivel. El nivel elemental, sería aproximadamente un A1 y el cuarto nivel, sería un C2.

## Partes del examen
Cada examen de cada nivel, tiene diferentes partes: Vocabulario y gramática, Comprensión escrita, Comprensión oral, Expresión escrita y Expresión oral.

## Centros examinadores en España
En España, estos exámenes se pueden hacer en la Escuela de Idiomas Modernos (Universidad de Barcelona), en el Centro de Lenguas (Universidad de Almería) o en la Casa Rusia de Madrid - Catedral Idiomas. 
El precio varía según el nivel y centro examinador donde se realice la prueba.